# 尚祐
尚祐（？—？），和名豐見城王子朝匡，琉球國第二尚氏王朝攝政。豐見城御殿二世。
尚祐是尚經（豐見城王子朝良）的兒子。康熙四十四年（1705年），奉命出使薩摩藩，慶賀藩主島津吉貴陞少將。康煕四十九年（1710年），尚益王繼位後，尚祐以謝恩正使的身份，與副使毛文傑（與座親方安好）一起上江戶，翌年歸國。康熙五十一年十月二十日（1712年11月18日），就任攝政。康熙五十三年八月六日（1714年9月14日），尚敬王元服，由尚祐擔任烏帽子親。康熙六十一年九月十七日（1722年10月26日）致仕。